# Celestine Babayaro
Celestine Babayaro (Kaduna, 29 agosto 1978) è un ex calciatore nigeriano, di ruolo difensore.
È fratello di Emmanuel Babayaro, anch'egli calciatore, ma nel ruolo di portiere.

## Carriera

### Club
Fu il più giovane giocatore ad esordire dal primo minuto in una partita di Champions League all'età di 16 anni e 86 giorni.
Il record come titolare più giovane è stato superato da Lamine Yamal il 4 ottobre 2023 con la maglia del Barcellona contro il Porto, mentre il record come giocatore più giovane ha resistito per 25 anni, battuto nel 2020 da Youssoufa Moukoko con la maglia del Borussia Dortmund a 16 anni e 18 giorni.
Nell'estate 1997 passa al Chelsea dove milita per 8 stagioni fino al 2005, vincendo la FA Premier League 2004-2005.

### Nazionale
Negli anni '90 ha giocato nella Nazionale nigeriana, con la quale ha vinto un oro olimpico nel 1996 e ha disputato varie edizioni della Coppa d'Africa.

## Statistiche

### Presenze e reti nei club
Statistiche aggiornate al 20 luglio 2022.
| Stagione             | Squadra              | Campionato           | Campionato | Campionato | Coppe nazionali | Coppe nazionali | Coppe nazionali | Coppe continentali | Coppe continentali | Coppe continentali | Altre coppe | Altre coppe | Altre coppe | Totale | Totale | Totale |
| Stagione             | Squadra              | Comp                 | Pres       | Reti       | Comp            | Pres            | Reti            | Comp               | Pres               | Reti               | Comp        | Pres        | Reti        | Pres   | Reti   |        |
| -------------------- | -------------------- | -------------------- | ---------- | ---------- | --------------- | --------------- | --------------- | ------------------ | ------------------ | ------------------ | ----------- | ----------- | ----------- | ------ | ------ | ------ |
| 1994-1995            | Anderlecht           | D1                   | 22         | 3          | CB              | 3               | 2               | UCL                | 1                  | 0                  | SB          | 0           | 0           | 26     | 2      |        |
| 1995-1996            | Anderlecht           | D1                   | 29         | 5          | CB              | 3               | 1               | UCL                | 2                  | 0                  | SB          | 1           | 0           | 35     | 6      |        |
| 1996-1997            | Anderlecht           | D1                   | 25         | 3          | CB              | 3               | 0               | CU                 | 8                  | 0                  | -           | -           | -           | 36     | 3      |        |
| Totale Anderlecht    | Totale Anderlecht    | Totale Anderlecht    | 76         | 11         |                 | 9               | 3               |                    | 11                 | 0                  |             | 1           | 0           | 97     | 14     |        |
| 1997-1998            | Chelsea              | PL                   | 8          | 0          | FACup+CdL       | 0+2             | 0               | CdC                | 3                  | 0                  | CS          | 0           | 0           | 13     | 0      |        |
| 1998-1999            | Chelsea              | PL                   | 28         | 3          | FACup+CdL       | 5+3             | 0               | CdC                | 7                  | 1                  | SU          | 1           | 0           | 44     | 4      |        |
| 1999-2000            | Chelsea              | PL                   | 25         | 0          | FACup+CdL       | 1+0             | 0               | UCL                | 15                 | 2                  | -           | -           | -           | 41     | 2      |        |
| 2000-2001            | Chelsea              | PL                   | 24         | 0          | FACup+CdL       | 2+1             | 0               | CU                 | 0                  | 0                  | CS          | 1           | 0           | 28     | 0      |        |
| 2001-2002            | Chelsea              | PL                   | 18         | 0          | FACup+CdL       | 4+4             | 0               | CU                 | 2                  | 0                  | -           | -           | -           | 28     | 0      |        |
| 2002-2003            | Chelsea              | PL                   | 19         | 1          | FACup+CdL       | 3+2             | 0               | CU                 | 0                  | 0                  | -           | -           | -           | 24     | 1      |        |
| 2003-2004            | Chelsea              | PL                   | 6          | 1          | FACup+CdL       | 2+3             | 0               | UCL                | 3                  | 0                  | -           | -           | -           | 14     | 1      |        |
| 2004-gen. 2005       | Chelsea              | PL                   | 4          | 0          | FACup+CdL       | 0+1             | 0               | UCL                | 0                  | 0                  | -           | -           | -           | 5      | 0      |        |
| Totale Chelsea       | Totale Chelsea       | Totale Chelsea       | 132        | 5          |                 | 33              | 0               |                    | 30                 | 3                  |             | 2           | 0           | 197    | 8      |        |
| gen.-giu. 2005       | Newcastle Utd        | PL                   | 7          | 0          | FACup+CdL       | 0+4             | 0+1             | UCL                | 2                  | 0                  | -           | -           | -           | 13     | 1      |        |
| 2005-2006            | Newcastle Utd        | PL                   | 28         | 0          | FACup+CdL       | 3+1             | 0               | Int                | 3                  | 0                  | -           | -           | -           | 35     | 0      |        |
| 2006-2007            | Newcastle Utd        | PL                   | 12         | 0          | FACup+CdL       | 0+2             | 0               | Int+CU             | 2+4                | 0                  | -           | -           | -           | 20     | 0      |        |
| Totale Newcastle Utd | Totale Newcastle Utd | Totale Newcastle Utd | 47         | 0          |                 | 10              | 1               |                    | 11                 | 0                  |             | -           | -           | 68     | 1      |        |
| Totale carriera      | Totale carriera      | Totale carriera      | 255        | 16         |                 | 52              | 4               |                    | 52                 | 3                  |             | 3           | 0           | 362    | 23     |        |

## Palmarès

### Club

#### Competizioni nazionali
- Campionato belga: 1

Anderlecht: 1994-1995
- Supercoppa del Belgio: 1

Anderlecht: 1995
- Campionato inglese: 1

Chelsea: 2004-2005
- Coppa d'Inghilterra: 1

Chelsea: 1999-2000
- Coppa di Lega inglese: 2

Chelsea: 1997-1998, 2004-2005
- Charity Shield: 1

Chelsea: 2000

#### Competizioni internazionali
- Coppa delle Coppe: 1

Chelsea: 1997-1998
- Supercoppa UEFA: 1

Chelsea: 1998
- Coppa Intertoto UEFA: 1

Newcastle: 2006

### Nazionale
- Oro olimpico: 1

Atlanta 1996

### Individuale
- Miglior giovane belga dell'anno: 2

1994-1995, 1995-1996
- Miglior africano del campionato belga: 1

1995-1996